# Hammertal
Hammertal er en lille dal mellem Witten, Hattingen-Blankenstein og Sprockhövel i Nordrhein-Westfalen, Tyskland. 

## Eksterne henvisning
- Michael Tiedt: Der frühe Bergbau an der Ruhr: Kohlenstraße von Herbede nach Sprockhövel. ruhrkohlenrevier.de, 2010

51°23′21″N 7°15′48″Ø / 51.3892°N 7.2633°Ø